# Bortom paradiset
Bortom paradiset (engelska: Beyond Paradise) är en brittisk kriminal- och dramaserie vars första säsong hade premiär den 24 februari 2023. Första säsongen bestod av sex avsnitt. Serien är en spinoff till TV-serien Mord i paradiset som hade premiär 2011. Serien har blivit förnyad med en andra säsong med planerad premiär i december 2023. Serien är skapad av Tony Jordan och Robert Thorogood som också skrivit seriens manus. Seriens första säsong kan ses på strömningstjänsten C More.

## Handling
Serien utspelar sig i det fiktiva lilla brittiska kustsamhället Shipton Abbott i Devon och kretsar kring polisen Humphrey Goodman och hans fästmö Martha Lloyd. Goodman blir dock inte sysslolös.

## Rollista i urval
- Kris Marshall - Humphrey Goodman
- Sally Bretton - Martha Lloyd
- Zahra Ahmadi - Esther Williams
- Dylan Llewellyn - Kelby Hartford
- Felicity Montagu - Margo Martins
- Barbara Flynn - Anne Lloyd
- Jamie Bamber - Archie Hughes
- Chris Jenks - Josh Woods
- Jade Harrison - Charlotte (Charlie) Woods